# Đường cao tốc Gochang–Damyang
Đường cao tốc Gochang–Damyang (tiếng Hàn: 고창담양고속도로; Hanja: 高敞潭陽高速道路; Romaja: Gochang–Damyang Gosokdoro) là đường cao tốc ở Hàn Quốc có số tuyến là 253 bắt đầu ở Gochang-gun, Jeonbuk và kết thúc ở Damyang-gun, Jeollanam-do. Đây là một tuyến nhánh của Đường cao tốc Honam.

## Lịch sử
- Tháng 5 năm 2001: Bắt đầu xây dựng đoạn đường dài 25,3 km từ Jangseong JC ~ Daedeok JC.
- Tháng 12 năm 2002: Bắt đầu xây dựng đoạn đường dài 17,2 km từ Gochang JC ~ Jangseong JC.
- 7 tháng 12 năm 2006: Khánh thành đoạn Jangseong JC ~ Daedeok JC dài 25,3 km.[1]
- 13 tháng 12 năm 2007: Khánh thành đoạn Gochang JC ~ Jangseong JC dài 17,2 km.[2]
- 3 tháng 1 năm 2008: Số tuyến đường cao tốc thay đổi từ số 14 thành số 253 và trở thành tuyến nhánh của Đường cao tốc Honam.[3]
- 29 tháng 10 năm 2009: Mở S.Gochang IC.[4]

## Chi tiết tuyến đường

### Số làn đường
- 4 làn xe khứ hồi trên toàn tuyến

### Tổng chiều dài
- 42.5 km

### Giới hạn tốc độ
- Tối đa 100km/h, Tối thiểu 50km/h

### Đường hầm
| Tên hầm           | Vị trí                                                   | Chiều dài | Năm hoàn thành | Ghi chú          |
| ----------------- | -------------------------------------------------------- | --------- | -------------- | ---------------- |
| Hầm Gochang       | Eunsa-ri, Gosu-myeon, Gochang-gun, Jeonbuk               | 568m      | 2007           | Hướng đi Damyang |
| Hầm Gochang       | Eunsa-ri, Gosu-myeon, Gochang-gun, Jeonbuk               | 319m      | 2007           | Hướng đi Gochang |
| Hầm Munsusan      | Chuam-ri, Seosam-myeon, Jangseong-gun, Jeollanam-do      | 3,805m    | 2007           | Hướng đi Damyang |
| Hầm Munsusan      | Chuam-ri, Seosam-myeon, Jangseong-gun, Jeollanam-do      | 3,820m    | 2007           | Hướng đi Gochang |
| Hầm Jangseong 1   | Anpyeong -ri, Jangseong-eup, Jangseong-gun, Jeollanam-do | 401m      | 2007           | Hướng đi Damyang |
| Hầm Jangseong 1   | Anpyeong -ri, Jangseong-eup, Jangseong-gun, Jeollanam-do | 430m      | 2007           | Hướng đi Gochang |
| Hầm Jangseong 2   | Yutang-ri, Jangseong -eup, Jangseong-gun, Jeollanam-do   | 1,245m    | 2006           | Hướng đi Damyang |
| Hầm Jangseong 2   | Yutang-ri, Jangseong -eup, Jangseong-gun, Jeollanam-do   | 1,245m    | 2006           | Hướng đi Gochang |
| Hầm Jangseong 3   | Jinwon-ri, Jinwon-myeon, Jangseong-gun, Jeollanam-do     | 3,598m    | 2006           | Hướng đi Damyang |
| Hầm Jangseong 3   | Jinwon-ri, Jinwon-myeon, Jangseong-gun, Jeollanam-do     | 3,581m    | 2006           | Hướng đi Gochang |
| Hầm Jangseong 4   | Jinwon-ri, Jinwon-myeon, Jangseong-gun, Jeollanam-do     | 805m      | 2006           | Hướng đi Damyang |
| Hầm Jangseong 4   | Jinwon-ri, Jinwon-myeon, Jangseong-gun, Jeollanam-do     | 797m      | 2006           | Hướng đi Gochang |
| Hầm Songgangjeong | Wongang-ri, Goseo-myeon, Damyang-gun, Jeollanam-do       | 125.6m    | 2006           |                  |

## Nút giao thông · Giao lộ
- IC: Nút giao, JC: Nút giao, SA: Khu dịch vụ, TG:Trạm thu phí
- Đơn vị đo khoảng cách là km.

| Số                                        | Tên                       | Tên         | Khoảng cách | Tổng khoảng cách | Kết nối                     | Vị trí       | Vị trí        | Ghi chú  |
| Số                                        | Tiếng Anh                 | Hangul      | Khoảng cách | Tổng khoảng cách | Kết nối                     | Vị trí       | Vị trí        | Ghi chú  |
| ----------------------------------------- | ------------------------- | ----------- | ----------- | ---------------- | --------------------------- | ------------ | ------------- | -------- |
| 1                                         | Gochang JC                | 고창 분기점 | -           | 0.00             | Đường cao tốc Seohaean      | Jeonbuk      | Gochang-gun   | Điểm đầu |
| 2                                         | S.Gochang                 | 남고창      | 2.52        | 2.52             | Quốc lộ 23 (Goindol-daero)  | Jeonbuk      | Gochang-gun   |          |
| 3                                         | Jangseong Logistics Term. | 장성물류    | 10.04       | 12.56            | Mullyu-ro                   | Jeollanam-do | Jangseong-gun |          |
| 4                                         | Jangseong JC              | 장성 분기점 | 4.64        | 17.20            | Đường cao tốc Honam         | Jeollanam-do | Jangseong-gun |          |
| 5                                         | N.Gwangju                 | 북광주      | 11.73       | 28.93            | Quốc lộ 13 (Chuseong-ro)    | Jeollanam-do | Damyang-gun   |          |
| 6                                         | Damyang JC                | 담양 분기점 | 8.29        | 37.22            | Đường cao tốc Gwangju–Daegu | Jeollanam-do | Damyang-gun   |          |
| 7                                         | Daedeok JC                | 대덕 분기점 | 5.08        | 42.30            | Đường cao tốc Honam         | Jeollanam-do | Damyang-gun   |          |
|                                           | Điểm cuối Damyang         | 담양종점    | 0.20        | 42.50            |                             | Jeollanam-do | Damyang-gun   |          |
| Kết nối trực tiếp với Đường cao tốc Honam |                           |             |             |                  |                             |              |               |          |

## Khu vực đi qua
Jeonbuk
- Gochang-gun (Gosu-myeon)

Jeollanam-do
- Jangseong-gun (Seosam-myeon - Jangseong-eup - Jinwon-myeon) - Damyang-gun (Daejeon-myeon)

Gwangju
- Buk-gu (Yonggang-dong - Sugok-dong - Yonggang-dong - Taeryeong-dong)

Jeollanam-do
- Damyang-gun (Bongsan-myeon - Goseo-myeon - Bongsan-myeon - Changpyeong-myeon - Daedeok-myeon)

## Liên kết
- MOLIT Chính phủ Hàn Quốc, Bộ nhà đất, hạ tầng và giao thông vận tải Hàn Quốc